# لوکاس رایبر
لوکاس رایبر (آلمانی: Lucas Reiber؛ زادهٔ ۴ اکتبر ۱۹۹۳) هنرپیشه اهل آلمان است.
از فیلم‌ها یا برنامه‌های تلویزیونی که وی در آن نقش داشته‌است می‌توان به لوره، خاطرات دکتر و روباه پیر اشاره کرد.